# أفريكا بيزنس هيروز

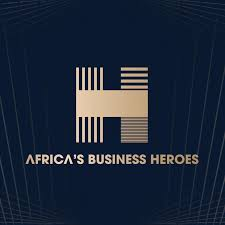
شعار برنامج ANPI

أفريكا بيزنس هيروز (بالإنجليزية: Africa’s Business Heroes) أو ANPI وهو برنامج متفرع من مؤسسة جاك ما الغير ربحية في أفريقيا. ويهدف إلى تحديد وإبراز ودعم أبطال رايادة الأعمال الأفارقة لخلق تأثير في مجتمعاتهم وبناء اقتصاد أكثر شمولاً للمستقبل. وانطلق البرنامج في عام 2019. ويتعهد على مدى 10 سنوات، بالتعرف على 100 رائد أعمال أفريقي ويلتزم بتخصيص 100 مليون دولار أمريكي على مدى عشر سنوات في تمويل المنح، وبرامج التدريب، ودعم ريادة الأعمال الأفريقية. يهدف البرنامج إلى منح رواد الأعمال في جميع أنحاء إفريقيا منصة لتطوير مواهبهم وأفكارهم التجارية، وإلهام الآخرين للتعلم عن ريادة الأعمال.

يتكون المجلس الاستشاري للبرنامج من:
- جاك ما مؤسس علي بابا وجاك ما الخيرية
- غراسا ماشيل وهي سياسية من موزمبيق وناشطة أعمال خيرية
- بان كي مون أمين عام الأمم المتحدة

## جائزة أبطال الأعمال
تنظم ANPI مسابقة جائزة «أبطال الأعمال في أفريقيا» (ABH)، والتي تهدف إلى التعرف على الجيل القادم من رجال الأعمال الأفارقة ودعمهم والذين يحدثون فرقًا في مجتمعاتهم المحلية، ويعملون على حل المشكلات الأكثر إلحاحًا، وبناء المزيد من الاقتصاد المستدام والشامل للمستقبل.
في كل عام، يتم اختيار عشرة من المتأهلين للتصفيات النهائية للتنافس في مسابقة ABH النهائية التي يتم بثها عبر الإنترنت وعبر القارة. وسيتنافس المتأهلون للتصفيات النهائية للحصول على حصة من إجمال منح قدرها 1.5 مليون دولار أمريكي.

### الفائزون بالجائزة عام 2019
- جائزة المركز الأول: تيمي جيوا توبوسون من  نيجيريا عن شركتها «لايف بانك» هي شركة توزيع طبية تستخدم البيانات والتكنولوجيا لمساعدة العاملين في مجال الصحة على اكتشاف المنتجات الطبية المهمة، وأنقذت أكثر من 5300 شخص في نيجيريا.[8]
- جائزة المركز الثاني: عمر شكري صقر من  مصر عن شركته مركز نواه العلمى «نواة سينتيفيك» هو أول مركز أبحاث خاص في منطقة الشرق الأوسط وشمال إفريقيا، يركز على العلوم الطبيعية والطبية الحيوية، ويقدم خدمات تحليلية وعلمية عبر الإنترنت وعند الطلب.[9][10]
- جائزة المركز الثالث: كريستيل كويزيرا من  رواندا عن شركة «إنوما» المتخصصة في الأبار والمياه والتي تعمل على تأهيل الآبار وتحولها إلى أكشاك مياه وخطوط أنابيب حديثة تعمل بالطاقة الشمسية. ويباع الماء مقابل 1 دولار لكل 1000 لتر وتخلق وظائف غير زراعية للشباب. وسمحت الشركة لـ 47,612 عميلًا بالوصول إلى المياه يوميًا عبر 86 محطة.[11][12]

## التدريب على إدارة الأعمال
تعمل أفريكا بيزنس هيروز مع شركائها الأساسيين لتوفير مجموعة من الأدوات والموارد التعليمية مثل مؤتمرات الويبوغيرها لكل من المتأهلين للتصفيات النهائية ويتم تزويد أفضل 10 متسابقين في الجائزة بالوصول إلى تدريب زمالة Alibaba eFounders حيث تتاح لهم الفرصة للتعمق في الاقتصاد الرقمي، والتعرف على المديرين التنفيذيين في شركة علي بابا ومشاهد التحول الرقمي للصين بشكل مباشر.

## عرض أبطال الأعمال
وهو مسلسل تلفزيوني تعليمي وملهم يوثق رحلات رجال الأعمال ومنافستهم في المعترك ويعرض رؤى ونصائح من لجنة المحكمين من المشاهير. ويتم توزيع العرض عبر أفريقيا عبر شبكات التلفزيون الرئيسية.

## روابط خاريجية
- الموقع الرسمي لبرنامج ANPI
- إعلان عرض أبطال الأعمال